# Misteri (programma televisivo)
Misteri era un programma televisivo italiano condotto da Lorenza Foschini, all'esordio come conduttrice, che trattava di parapsicologia e paranormale.
Il programma consisteva in un breve documentario di carattere pseudoscientifico a cui seguiva il dibattito in studio con i testimoni.
Tra i temi trattati, persone stigmatizzate, fantasmi e forme di vita extraterrestre, insieme a medici e studiosi vari che avrebbero dovuto garantire la veridicità dei casi in questione.
La sigla riproponeva un'aria dalla Regina della Notte di Mozart, definito come "il più grande compositore esoterico".
Come in altre trasmissioni del genere, il programma sollevò dubbi della comunità scientifica. Renato Angelo Ricci, a nome della Società Italiana di Fisica, dichiarò che "non esiste esperienza sperimentale accertata di alcuno dei fenomeni paranormali citati nel corso della trasmissione: in nessuna rivista di Fisica, italiana o straniera è stata mai pubblicata conferma di tali fenomeni". Infatti questi fenomeni, seppur reali, sono per definizione non riproducibili.